# Adam Franciszek Mieczkowski

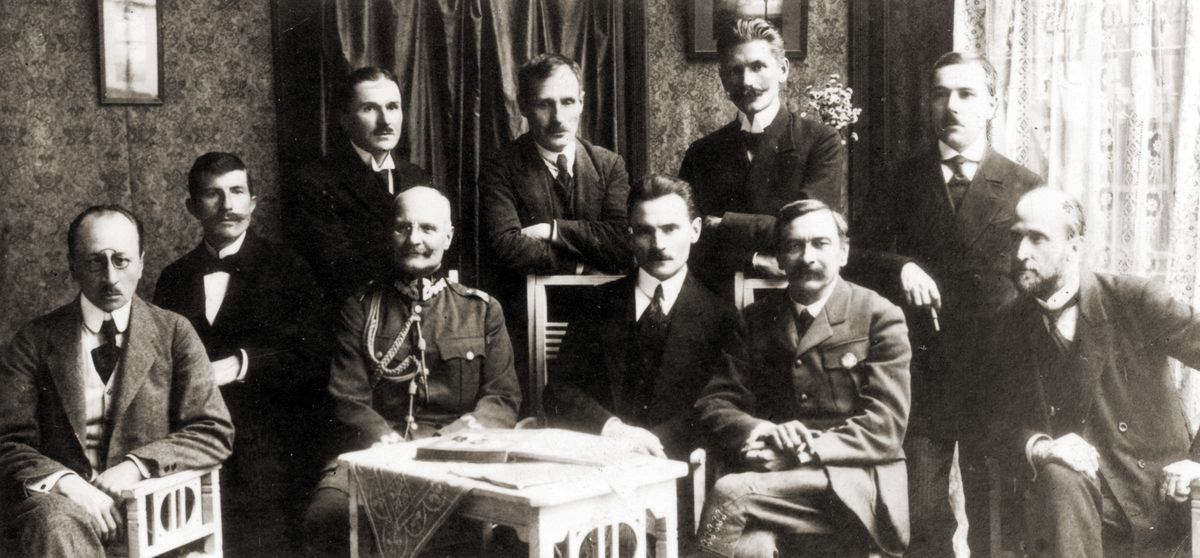
Delegacja polska na rozmowy o zawieszeniu broni i zawarciu pokoju z Rosją Sowiecką 1920. Od lewej siedzą: Władysław Kiernik, płk Kuliński, Jan Dąbski, Stanisław Grabski, Leon Wasilewski. Stoją: Wichliński, Witold Kamieniecki, Norbert Barlicki, Adam Mieczkowski, Waszkiewicz.

Adam Franciszek Mieczkowski (ur. 2 grudnia 1876 w Nowej Wsi w pow. ostrołęckim, zm. 6 listopada 1953 w Brykach) – prawnik, działacz polityczny, poseł na Sejm Ustawodawczy oraz I kadencji w II RP.

## Życiorys
Pochodził z rodziny szlacheckiej herbu Bończa, był synem Ludwika Mieczkowskiego i Marianny ze Stawirejów. Gimnazjum kończył w Łomży, a następnie studiował na wydziale prawa Cesarskiego Uniwersytetu Warszawskiego, studia ukończył w 1901. W czasie nauki należał do Bratniej Pomocy, później do Stronnictwa Narodowo Demokratycznego. W 1901 odbył aplikację pod kierunkiem adwokata Rogowskiego, a w 1906 został zapisany jako adwokat przysięgły przy sądzie okręgowym w Warszawie. Mieczkowski w 1910 powrócił do rodzinnej Łomży, gdzie następnie kontynuował praktykę adwokacką. W latach 1917–1919 był radnym miasta Łomży. W latach 1910–1918 działał w Macierzy Szkolnej oraz w Radzie Opiekuńczej. 25 sierpnia został mianowany sędzią Sądu Okręgowego w Łomży. 
Ze stanowiska złożył rezygnację w 1919, po wyborach do Sejmu Ustawodawczego, prowadził kancelarię adwokacką nieprzerwanie do 1919. Do Sejmu Ustawodawczego RP został wybrany z okręgu wyborczego Łomża Ostrołęka z ramienia Narodowego Komitetu Wyborczego. Początkowo należał do klubu Związku Sejmowego Ludowo-Narodowego, od sierpnia 1919 do Klubu Narodowego Zjednoczenia Ludowego. Mieczkowski ponownie został wybrany posłem z listy Związku Ludowo-Narodowego (ZLN) w kadencji 1922–1927. Podczas dwóch kadencji brał aktywny udział w pracach komisji prawniczej. Pełnił funkcję jej wiceprzewodniczącego oraz okresowo przewodniczącego, był także referentem wielu ustaw, które wychodziły z tej komisji. Kilkakrotnie składał sprawozdania na plenarnych obradach Sejmu. W Sejmie Ustawodawczym należał również do komisji petycyjnej. 
Przez pewien okres w 1920 razem ze Stanisławem Grabskim wchodził z ramienia klubu ZLN w skład sejmowej delegacji do rokowań polsko-radzieckich w Mińsku, a następnie w Rydze, gdzie podpisano preliminarny traktat o pokoju i umowę o rozejmie. 
Zgodnie ze słowami Antoniego Mieczkowskiego Najwierniejszymi agitatorami endeckimi byli księża. Posłowie endeccy z Łomży adwokat Adam Mieczkowski i ks. dr Lutosławski na posiedzeniu Sejmu 26 października 1921 z upoważnienia grupy poselskiej Związku Ludowo Narodowego zgłosili nagły wniosek w sprawie uznania działalności komunistycznej za zbrodnię zdrady stanu. 
Mieczkowski był działaczem Związku Ludowo-Narodowego, a następnie Stronnictwa Narodowego, na terenie okręgu łomżyńskiego. Zasiadał także w radzie naczelnej ZLN i SN. Brał udział w pracach samorządu adwokackiego, Związku Adwokatów Polskich. Przez wiele kadencji, aż do 1939 był wybierany zastępcą delegata Warszawskiej Rady Adwokackiej na teren Łomży. 
W czasie kampanii wrześniowej dom Mieczkowskich w Łomży został zbombardowany i wraz z żoną musiał wyjechać do rodziny na Podlasie. Przebywał początkowo we wsi Sabnie w pow. sokołowskim, a następnie w miejscowości Bryki pow. Siemiatycze nad Bugiem. W 1940 zamieszkał w Ostrowi Mazowieckiej i został adwokatem przy Sądzie Grodzkim. Nawiązał w tym czasie kontakt z konspiracyjnymi komórkami SN oraz Narodowej Organizacji Wojskowej, uczestnicząc w ich pracach. W 1942 prawdopodobnie zagrożony aresztowaniem wyjechał ponownie do wsi Bryki. Dopiero w czerwcu 1946 powrócił do Łomży i rozpoczął pracę w adwokaturze. Kancelarię udało mu się prowadzić do grudnia 1948. W wieku 72 lat chory na płuca i astmę zgłosił się do Naczelnej Rady Adwokackiej w Warszawie, o skreślenie z listy adwokackiej. 
W 1949 opuścił Łomżę i przeniósł się na wieś. Mieczkowski był żonaty ze Stanisławą z Wyczółkowskich 1. voto Czarnocką (zm. 10 lutego 1942 w Brykach), nie mieli dzieci.